# Отрвил (Вогези)
Отрвил (фр. Autreville) насеље је и општина у североисточној Француској у региону Лорена, у департману Вогези која припада префектури Нефшато.
По подацима из 2011. године у општини је живело 163 становника, а густина насељености је износила 14,7 становника/km². Општина се простире на површини од 11,09 km². Налази се на средњој надморској висини од 312 метара (максималној 364 m, а минималној 287 m).

## Демографија
| 1962. | 1968. | 1975. | 1982. | 1990. | 1999. | 2011. |
| ----- | ----- | ----- | ----- | ----- | ----- | ----- |
| 152   | 145   | 132   | 119   | 108   | 124   | 163   |

График промене броја становника у току последњих година